# Cladiella aspera
Cladiella aspera är en korallart som beskrevs av Tixier-Durivault 1970. Cladiella aspera ingår i släktet Cladiella och familjen läderkoraller. Inga underarter finns listade i Catalogue of Life.